# Хофманов волтаметар
Хофманов волтаметар је апарат за електролизу воде, кога је изумео Аугуст Вилхелм Хофман (1818 - 1892). Састоји се од три при дну спојена усправна цилиндра, најчешће стаклена. Средњи цилиндар је отворен на врху како би се омогућило додавање воде и једињења за побољшање проводљивости, најчешће сумпорне киселине. Електрода од платине је затопљена при дну оба спољашња цилиндра и повезана је за позитиван и негативан пол извора струје. Када струја тече кроз Хофманов волтметар, гасовити кисеоник се ослобађа са аноде, а гасовити водоник са катоде. Гасови се скупљају на врху сваке цеви потискујући воду.
Присуство гаса се види голим оком а врста гаса може да се одреди горућом шибицом; кисеоник ће распалити ужарено дрвце а водоник ће се пламеном шибице запалити што је пропраћено малим праском.
Име 'волтаметар' (не мешати са волтметром који је справа за мерење напона док волтаметар 'мери' количину наелетрисања) је историјски артефакт - волтаметри се више не користе као справе за мерење. Међутим, пре проналаска амперметра, волтаметри су били коришћени за мерење једносмерне струје. Струја која тече кроз волтаметар чије су електроде од гвожђа и бакра прекрива гвоздену катоду бакром са аноде чија је количина директно пропорционална укупно протеклом наелектрисању (струја пута време) (Фарадејев закон електролизе). Количина електрицитета која прође кроз систем може да се одреди вагањем катоде. Томас Едисон је користио волтаметре као мераче протеклог наелектрисања. (Хофманов волтаметар не може се користити да измери електричну струју на овај начин, јер нема метала који би се издвајао на платинским електродама.)
Хофманов волтметар се често користи као демонстрација стехиометријских принципа, јер однос 2:1 запремина водониковог и кисеониковог гаса које производи апарат илуструје хемијску формулу воде, {\displaystyle H_{2}O}.